# Aedes jamesi
Aedes jamesi är en tvåvingeart som först beskrevs av Edwards 1914.  Aedes jamesi ingår i släktet Aedes och familjen stickmyggor. Inga underarter finns listade i Catalogue of Life.